# Самуил Сисанийски
Самуил (на гръцки: Σάμουήλ) е гръцки духовник от XVII век.

## Биография
През декември епископ Самуил Сисанийски и Ардамерски († ό Σισανίου καί Άρδαμερίου Σάμουήλ) подписва сигилийно писмо на патриарх Тимотей II Константинополски, с което се заверява дарение на Кутлумуш от йероманах Марк от манастира „Въведение Богородично“ в Айдонохори, Сярско. Самуил парадоксално съчетава двете македонски катедри Сисанийската и Ардамерската, които са сравнително отдалечени една от друга.